# 23295 Brandoreavis
23295 Brandoreavis là một tiểu hành tinh vành đai chính với chu kỳ quỹ đạo là 1283.8650615 ngày (3.52 năm).
Nó được phát hiện ngày 23 tháng 12 năm 2000.